# Ducenta (Ravenna)
Ducenta è una frazione del comune di Ravenna nell'omonima provincia e si trova nel territorio della Circoscrizione comunale di San Pietro in Vincoli. Fa parte della zona sud del territorio del Comune di Ravenna denominato Ville Unite.
Il paese si sviluppa in caseggiati sparsi, principalmente su tre strade: via Budria che lo collega verso ovest a Coccolia, la Via Senna che lo collega verso nord a San Pietro in Vincoli, via Castello (già via Gambellara) che lo collega verso sud a Carpinello e verso nord a San Pietro in Vincoli.

## Storia
Il nome Ducenta secondo alcuni studiosi deriva dal latino medioevale ducentola, duecento e secondo il Bendazzi si tratta certamente di un numero che riguarda una misura di suddivisione dei campi.
In realtà, anche se altri lo vogliono legato alla numerazione della centuriazione romana non vi sono riscontri in tal senso, anche perché l'area, molto probabilmente, era, in epoca romana, acquitrinosa come dimostrerebbero i due idronimi via Budria e via Senna e il ritrovamento nel 1927 dei resti di una imbarcazione di epoca romana durante lo scavo del pozzo artesiano nell'area del Macello pubblico, oggi trasformato in falegnameria.

Il riferimento più antico della località è riportato da Emilio Rosetti che fa menzione di un saccheggio avvenuto ad opera dei faentini nel 1218. Di certo si sa che nel 1371 la parrocchia era costituita da 12 focolari (famiglie). Il catasto redatto, nel 1309, durante la Signoria ravennate di Lamberto I da Polenta cita la località come "Scola Duxente". Ugualmente sono databili al 1300 alcuni riferimenti relativi a Via Budria, Via Fossa Coccolia, Via Carpena, riscontrabili in antichi documenti catastali.

## Monumenti e luoghi d'interesse
La chiesa (dedicata alla Conversione di San Paolo) appartiene al vicariato Ravennate della diocesi di Forlì-Bertinoro, quest'ultima suffraganea dell'Arcidiocesi di Ravenna-Cervia. L'edificio fu conacrato
nel 1450 da Pietro Barbo, vescovo di Cervia, divenuto poi Papa Paolo II.
Ha esternamente un aspetto settecentesco; all'interno è presente sulla parete di destra una statua lignea del Cristo benedicente e sulla parete sinistra è ricavata una cappella dedicata alla Madonna del Carmelo; vivo è il culto per la statua lignea della Madonna, considerata miracolosa e meta, fino agli anni '80, di numerosi pellegrinaggi e alla quale è dedicata la festa della prima domenica di settembre.
Vi è tuttora conservato un organo a canne costruito nel 1838 da Luigi Cavalletti, uno degli ultimi discendenti di un'importante famiglia di organari italiani di Parma che in Romagna costruì anche l'organo al santuario della Bata Vergine del Monticino a Brisighella, ancora presente, mentre è scomparso l'organo che aveva realizzato per la parrocchia faentina della chiesa di San Vitale.
Dietro all'altare c'era un quadro settecentesco raffigurante la folgorazione di San Paolo che cade da cavallo (trafugato dai ladri ai primi degli anni novanta)
La chiesa è stata interamente affrescata negli anni trenta per opera e interessamento del parroco don Vincenzo Montuschi discendente di una nobile famiglia faentina.
Nell'Archivio parrocchiale è custodito un Libro della Compagnia del SS Sacramento, risalente al XIV secolo, nel quale si fa esplicito riferimento al 21 agosto 1574 come data di inizio della costruzione del ponte di Coccolia, il manoscritto, infatti, testualmente riporta: “In Dei Nominis – Amen – il 21 agosto 1574 dall'Ill.mo sig. Marchese Capponi da Fiorenza fu fatto cominciare il ponte della Cuccolia per servizio del med. Molino: et io Cirri Rettore di S. Pavolo in Dussenta viddi piantare li pali della terza pila sotto il 5 di settembre 1574 essendo di età di anni quaranta e del mio Rettorato il sesto”.